# Natalija Lebedjeva
Natalija Vasiljevna Lebedjeva (rusko Наталья Васильевна Лебедева), ruska atletinja, * 24. avgust 1949, Moskva, Sovjetska zveza.
Nastopila je na poletnih olimpijskih igrah leta 1976 ter osvojila bronasto medaljo v teku na 100 m z ovirami. Na evropskih dvoranskih prvenstvih je osvojila srebrno medaljo leta 1976 in bronasto leta 1980 v teku na 60 m z ovirami.